# 鹽埔庄
鹽埔庄為臺灣日治時期1920年至1945年間存在之行政區，轄屬高雄州屏東郡。今屏東縣鹽埔鄉。

## 行政區劃
鹽埔地區在清代屬港西中里，在1897年5月隸屬於「鳳山縣阿猴辨務署」。1898年6月18日，鳳山縣併入「臺南縣」。1900年11月15日，鹽埔地區分為「鹽埔區」。1901年11月11日，臺灣的行政區劃改為二十廳，臺南縣被裁撤，阿猴、東港辨務署合併為阿猴廳，鹽埔地區隸屬於「阿猴廳直轄」。鹽埔地區在此時期的劃分如下：
- 鹽埔區
  - 港西中里：鹽埔庄、新圍庄、彭厝庄、大路關庄

1904年4月13日，阿猴廳將原有街庄整併。1904年4月15日，鹽埔區改編入「阿猴廳阿里港支廳」。1905年3月，阿猴廳改稱「阿緱廳」。1920年10月1日，原堡里鄉澚之行政區廢除，街庄社改為大字，而上述街庄合併為高雄州屏東郡鹽埔庄，轄域內分為鹽埔、新圍、彭厝、大路關等4個大字，大路關大字下有「舊大路關」、「新大路關」小字名。1932年12月1日，高雄州潮州郡內埔庄隘寮北側的部分隘寮溪河灘地改劃入鹽埔庄。
二戰後，鹽埔庄改為高雄縣屏東區鹽埔鄉。1950年，改為屏東縣鹽埔鄉，且大路關改隸高樹鄉，下庄仔改隸九如鄉。
| 1904年   | 1904年 | 1904年                                               | 1920年 | 1920年 | 現在         |
| 堡里     | 區     | 街庄社                                               | 街庄   | 大字   | 鄉鎮         |
| -------- | ------ | ---------------------------------------------------- | ------ | ------ | ------------ |
| 港西中里 | 鹽埔區 | 鹽埔庄、西瓜園庄                                     | 鹽埔庄 | 鹽埔   | 鹽埔鄉       |
| 港西中里 | 鹽埔區 | 鹽埔新庄、高朗朗庄                                   | 鹽埔庄 | 新圍   | 鹽埔鄉       |
| 港西中里 | 鹽埔區 | 舊彭厝庄、半份仔庄、仕絨庄、茄苳仔庄、新彭厝庄、下庄 | 鹽埔庄 | 彭厝   | 鹽埔、九如鄉 |
| 港西中里 | 鹽埔區 | 舊大路關庄、新大路關庄                               | 鹽埔庄 | 大路關 | 高樹鄉       |

## 區、庄長
- 鹽埔區長
  - 謝知高：1910~1920年
- 鹽埔庄長
  - 葉瑞菁：1920~1933年
  - 葉寶山：1934~1938年
  - 山本光次：1939~1941年（原任獅潭庄長）
  - 川崎義雄：1942~1945年（曾任常盤尋常高等小學校長）[7]

## 設施
- 鹽埔庄役場
- 鹽埔公學校→鹽埔國民學校（今鹽埔國小）
- 日進公學校→日進國民學校（今彭厝國小）
- 常盤移民村